# Schweres Panzer-Regiment Bäke
Het Schweres Panzer-Regiment Bäke was een Duits tankregiment van de Wehrmacht tijdens de Tweede Wereldoorlog.

## Krijgsgeschiedenis

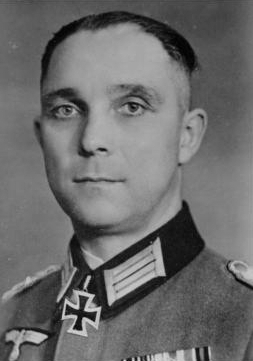
Franz Bäke in 1944

Schweres Panzer-Regiment Bäke werd opgericht op 23 januari 1944 in Oekraïne door het 3e Pantserkorps. De staf van Panzerregiment 11 werd gebruikt voor het Schweres Panzer-Regiment. Kern van dit provisorisch/ad hoc regiment waren s.Pz.Abt 503 en II./Pz.Reg. 23.
Het regiment kwam in actie rond de Balabonowka-pocket en de ontzettingspoging in de Slag om Korsun. De waarschijnlijkst meest succesvolle Duitse schutter/tankcommandant Kurt Knispel maakte deel uit van s.Pz.Abt. 503 en dus ook deel uit van het regiment.
Het regiment werd opgeheven op 25 februari 1944 door een Tagesbefehl van het 1e Pantserleger en de staf en eenheden gingen vervolgens terug naar hun respectievelijke eenheden.

## Samenstelling bij oprichting
- s.Pz.Abt 503 (Tiger)
- II./Pz.Reg. 23 (Panther)
- I./Art.Reg. 88 (mot)
- Pionier-Bataljon
- 1 bataljon van 4e Bergdivisie (vanaf 11 februari 1944)

## Opmerkingen over schrijfwijze
- Abteilung is in dit geval in het Nederlands een tankbataljon.
- II./Pz.Rgt. 23 = het 2e Tankbataljon van Panzerregiment 23

## Commandanten
| Rang           | Naam                      | Begin        | Eind          |
| -------------- | ------------------------- | ------------ | ------------- |
| Oberstleutnant | Dr. med. dent. Franz Bäke | januari 1944 | februari 1944 |

Panzerregiment 1 · Panzerregiment 2 · Panzerregiment 3 · Panzerregiment 4 · Panzerregiment 5 · Panzerregiment 6 · Panzerregiment 7 · Panzerregiment 8 · Panzerregiment 9 · Panzerregiment 10 · Panzerregiment 11 · Panzerregiment 15 · Panzerregiment 16 · Panzerregiment 17 · Panzerregiment 18 · Panzerregiment 21 · Panzerregiment 22 · Panzerregiment 23 · Panzerregiment 24 · Panzerregiment 25 · Panzerregiment 26 · Panzerregiment 27 · Panzerregiment 28 · Panzerregiment 29 · Panzerregiment 31 · Panzerregiment 33  · Panzerregiment 35 · Panzerregiment 36 · Panzerregiment 39 · Panzerregiment 69 · Panzerregiment 80 · Panzerregiment 100 · Panzerregiment 101 · Panzerregiment 102 · Panzerregiment 116 · Panzerregiment 118 · Panzer-Lehr-Regiment 130 · Panzerregiment 201 · Panzerregiment 202 · Panzerregiment 203 · Panzerregiment 204 · Schweres Panzer-Regiment Bäke · Panzerregiment Brandenburg · Panzerregiment Coburg · Panzerregiment Feldherrnhalle · Panzerregiment Feldherrnhalle 2 · Panzerregiment Hermann Göring · Panzerregiment Großdeutschland · Panzerregiment Kurmark · Panzerregiment von Lauchert · Panzerregiment Major Rettemeier · Fallschirm-Panzerregiment 1 · Fallschirm-Panzerregiment 21 · SS-Panzerregiment 1 LSSAH · SS-Panzerregiment 2 · SS-Panzerregiment 3 · SS-Panzerregiment 5 · SS-Panzerregiment 9 · SS-Panzerregiment 10 · SS-Panzerregiment 11 · SS-Panzerregiment 12